# Les Pieux
Les Pieux és un municipi francès situat al departament de la Manche i a la regió de Normandia. L'any 2007 tenia 3.455 habitants.

## Demografia

### Població
El 2007 la població de fet de Les Pieux era de 3.455 persones. Hi havia 1.280 famílies de les quals 401 eren unipersonals (193 homes vivint sols i 208 dones vivint soles), 312 parelles sense fills, 444 parelles amb fills i 123 famílies monoparentals amb fills.
La població ha evolucionat segons el següent gràfic:
Habitants censats

### Habitatges
El 2007 hi havia 1.674 habitatges, 1.431 eren l'habitatge principal de la família, 126 eren segones residències i 117 estaven desocupats. 1.355 eren cases i 80 eren apartaments. Dels 1.431 habitatges principals, 580 estaven ocupats pels seus propietaris, 825 estaven llogats i ocupats pels llogaters i 26 estaven cedits a títol gratuït; 49 tenien una cambra, 87 en tenien dues, 356 en tenien tres, 361 en tenien quatre i 579 en tenien cinc o més. 1.013 habitatges disposaven pel capbaix d'una plaça de pàrquing. A 566 habitatges hi havia un automòbil i a 600 n'hi havia dos o més.

### Piràmide de població
La piràmide de població per edats i sexe el 2009 era:
| Homes | Edats   | Dones |
| ----- | ------- | ----- |
| 0     | 95 o +  | 4     |
| 4     | 90 a 94 | 8     |
| 16    | 85 a 89 | 8     |
| 8     | 80 a 84 | 40    |
| 28    | 75 a 79 | 48    |
| 44    | 70 a 74 | 64    |
| 32    | 65 a 69 | 32    |
| 52    | 60 a 64 | 40    |
| 44    | 55 a 59 | 64    |
| 100   | 50 a 54 | 72    |
| 140   | 45 a 49 | 108   |
| 176   | 40 a 44 | 136   |
| 200   | 35 a 39 | 200   |
| 136   | 30 a 34 | 136   |
| 84    | 25 a 29 | 92    |
| 56    | 20 a 24 | 84    |
| 136   | 15 a 19 | 196   |
| 156   | 10 a 14 | 188   |
| 148   | 5 a 9   | 136   |
| 140   | 0 a 4   | 88    |

## Economia
El 2007 la població en edat de treballar era de 2.386 persones, 1.794 eren actives i 592 eren inactives. De les 1.794 persones actives 1.651 estaven ocupades (1.054 homes i 597 dones) i 143 estaven aturades (54 homes i 89 dones). De les 592 persones inactives 163 estaven jubilades, 202 estaven estudiant i 227 estaven classificades com a «altres inactius».

### Ingressos
El 2009 a Les Pieux hi havia 1.336 unitats fiscals que integraven 3.389 persones, la mediana anual d'ingressos fiscals per persona era de 18.024 €.

### Activitats econòmiques
Dels 150 establiments que hi havia el 2007, 7 eren d'empreses extractives, 6 d'empreses alimentàries, 5 d'empreses de fabricació d'altres productes industrials, 6 d'empreses de construcció, 48 d'empreses de comerç i reparació d'automòbils, 3 d'empreses de transport, 13 d'empreses d'hostatgeria i restauració, 1 d'una empresa d'informació i comunicació, 9 d'empreses financeres, 7 d'empreses immobiliàries, 14 d'empreses de serveis, 22 d'entitats de l'administració pública i 9 d'empreses classificades com a «altres activitats de serveis».
Dels 48 establiments de servei als particulars que hi havia el 2009, 1 era una oficina d'administració d'Hisenda pública, 1 gendarmeria, 1 oficina de correu, 6 oficines bancàries, 6 tallers de reparació d'automòbils i de material agrícola, 1 taller d'inspecció tècnica de vehicles, 2 autoescoles, 3 paletes, 2 fusteries, 1 electricista, 5 perruqueries, 4 veterinaris, 4 agències de treball temporal, 6 restaurants, 2 agències immobiliàries, 2 tintoreries i 1 saló de bellesa.
Dels 30 establiments comercials que hi havia el 2009, 2 eren supermercats, 1 un supermercat, 5 fleques, 4 carnisseries, 1 una botiga de congelats, 1 una peixateria, 6 botigues de roba, 1 una botiga de roba, 1 una botiga d'equipament de la llar, 1 una sabateria, 1 una botiga d'electrodomèstics, 2 botigues de material esportiu, 1 una botiga de material de revestiment de parets i terra, 1 una perfumeria i 2 floristeries.
L'any 2000 a Les Pieux hi havia 38 explotacions agrícoles que ocupaven un total de 945 hectàrees.

## Equipaments sanitaris i escolars
El 2009 hi havia 2 farmàcies i 1 ambulància.
El 2009 hi havia 1 escola maternal i 1 escola elemental. Les Pieux disposava d'un col·legi d'educació secundària amb 387 alumnes.

## Poblacions més properes
El següent diagrama mostra les poblacions més properes.